# Euphaedra fulvofasciata
Euphaedra fulvofasciata är en fjärilsart som beskrevs av Holland 1920. Euphaedra fulvofasciata ingår i släktet Euphaedra och familjen praktfjärilar. Inga underarter finns listade i Catalogue of Life.